# شبه المستعمرة
تعرّف شبه المستعمرة في النظرية الماركسية، على أنها دولة ذات استقلال رسمي وسيادة شعبية، ولكنها في الواقع تتبع لدولة (إمبريالية) أخرى مسيطرة عليها بشكل كبير وفي بعض الحالات تكون دول إمبريالية متعددة.
وتأخذ تلك الهيمنة أشكال متعددة منها:
- هيمنة اقتصادية (رأس المال، التكنلوجيا والبضائع، والسيطرة على المناطق الاستراتيجية والتجارة الخارجية).

- الهيمنة السياسية (تدخّل الدول الإمبريالية بشكل مباشر في الشؤون السياسية للدولة شبه المستعمرة لحماية أنظمة العميل).

- الهيمنة العسكرية (الحضور والهيمنة الممارسة من قبل القوات الاجنبية).

- الهيمنة الثقافية/الأيدلوجية (فرض الدين والثقافة الأجنبية على السكان المحليين من خلال الميديا والتعليم والمنتجات الاستهلاكية الاجنبية).

- الهيمنة التكنلوجية (الاعتماد على التكنلوجيا الأجنبية أو سيطرة الدولة الأجنبية على التكنلوجيا).

- الهيمنة الديموغرافية (هجرة أعداد كبيرة من الدول الإمبريالية إلى المستوطنات المقامة في الدولة شبه المستعمرة).

وغالبًا ما يستخدم مصطلح «دول شبه مستعمرة» بالتبادل مع مصطلح «مستعمرة جديدة». هناك بعض الدول شبه مستعمرة لم يكن لديها الكثير من الإدارة الاستعمارية قبل أن تصبح دولًا ذات سيادة رسمية، ولكن معظمها كان لديها. كما كانت بعض الدول شبه المستعمرة عبارة عن «مستعمرات استيطانية» تجذب أعداداً كبيرة من المهاجرين الأجانب، بينما دول أخرى «شبه مستعمرة» السكان الأصليون دائمًا ما يشكلون الغالبية العظمى.

## العميل
إن العلاقة بين البلد شبه المستعمرة والبلد (أو البلدن) التي تهيمن عليه تستفيد:
- موقف النخبة أو الطبقة الحاكمة شبه الاستعمارية (التي تخدم مصالحها الخاصة ومصالح المستثمرين والدائنين الأجانب)

- الدولة الإمبريالية التي تحصل على أرباح وموارد رخيصة من استثماراتها في البلد شبه المستعمرة.

غير أن الوضع شبه الاستعماري يضر بالغالبية العاملة من السكان، طالما أن التمنية الاقتصادية المتوازنة مستحيلة – فهذه الصناعات فقط هي التي تستفيد منها المستثمرين الأجانب أو التي تفيد تجارة التصدير (الصناعية الاستخراجية والزراعية عادة)
إن الهيكل الطبقي في البلد شبه المستعمرة نموذجية يضم كتلة كبيرة من الفلاحين والعاطلين عن العمل، وطبقة عاملة حضرية صغيرة وطبقة وسطى صغيرة، وطبقة ملكية قوية، وبرجوازية كومبرادور حضرية.
العديد من شبه المستعمرات في إفريقيا وآسيا وأمريكا اللاتينية هي، بحسب بعض الماركسيين، التي تهيمن عليها البلدان الإمبرالية التي استعمرتها في الماضي، أو من قبل قوى إمبريالية أخرى. قد لا تكون بعض البلدان مستعمرة أبدًا لكن مع ذلك تهيمن عليها قوة عظمى مثل الولايات المتحدة أو كانت تهيمن سابقًا من قبل الاتحاد السوفييتي.
ينظر الماركسيون إلى البلدان شبه المستعمرة بشكل مختلف عن ما يعتبرونه دولًا مستقلة فعلًا، وسيدعمون في كتير من الأحيان البلد شبه المستعمرة في صراع ضد سلطتها المسيطرة، مستلهمين أنها ستساعد في حل القضية الوطنية وبالتالي تعزيز النضال الطبقي.

## نشأة المصطلح
نشأ مفهوم شبه المستعمرة في السنوات الأولى من الأممية الشيوعية، التي صنفت في البداية دول العالم على أنها إما إمبريالية، أو شبه مستعمرات، أو مستعمرات. من هذا التعريف يتبع إستراتيجية سياسية للحركة العمالية في كل الدول (على سبيل المثال فيما يتعلق بتأميم الصناعة، حقوق العمال، الدمقرطة، ملكية الأرض).
كان المنظور العالم للأممية الشيوعية هو أنه كان من المستحيل على الدول شبه المستعمرة تحقيق التصنيع الجوهري وتحويل علاقات الملكية دون ثورة اشتراكية وديمقراطية. بعبارة أخرى، كان على القوى والفلاحين أن يطغى على قوة النخبة شبه الاستعمارية، لتحرير البلاد من علاقة العميل مع القوى الأجنبية، وجعل التنمية الاقتصادية المحلية الشاملة ممكنة. 
تم تقديم فئة «الدولة الوسيطة» في عشرينيات القرن العشرين. وهكذا، على سبيل المثال، في المؤتمر الخامس عشر للحزب الشيوعي في عام 1927، قال ستالين: «القاضي لأنفسكم. من بين 1,905 مليون نسمة من جميع أنحاء العالم، يعيش 1134 مليوناً في المستعمرات والبلدان التابعة، ويعيش 143,000,000 في الاتحاد السوفييتي، ويعيش 264,000,000 في الدول الوسيطة، ويعيش 363,000,000 فقط في البلدان الإمبريالية الكبرى التي تضطهد المستعمرات والبلدان التابعة».
استمر استخدام مصطلح «الدولة شبه المستعمرة» بشكل خاص في الحركة الماولة، على سبيل المثال، كل ثلاثة من المسار المشرق والحزب الشيوعي الهندي (الماوي) والحزب الشيوعي للفلبين يميزان بلدانهما على أنها «شبه مستعمرات».

## الجدال
ولكن مع توسع السوق العالمية والعولمة بشكل خاص منذ السبعينات فصاعدًا، أصبح وضع "شبه الاستعماري" لبلدان معينة أكثر غموضًا لأن عددًا منها كان قادرًا على التصنيع إلى حدٍ كبير بحيث أصبحت على الأقل" الدول شبه الصناعية. اكتسبوا بعض الشيء مزيدًا من الاستقلال المالي والسياسي والثقافي، وفي بعض الحالات، أصبحت النخبة المحلية مستثمر أجنبي رئيسي في حد ذاته. بينما في المقابل لم يعد واضحًا تمامًا أنها كانت تحت سيطرة دولة أجنبية أخرى، بدلًا من أن تسيطر عليها كتلة من المؤسسات المالية الدولية.
أثار هذا السؤال ما إذا كان مفهوم «شبه المستعمرة» لا يزال ذا صلة. أيًا كان الحال، فإن تعريف البلد كمستعمرة نصفية يشير إلى تحليل محدد لمكانه في الاقتصاد العالمي والتجارة العالمية، فضلًا عن ثقافته السياسة والاقتصادية المحلية.
تفسر بعض الجماعات التروتسكية، مثل عصبة الأممية الخامسة تحليل لينين للإمبريالية بطريقة تحدد الغالبية العظمى من الدول في العالم على أنها شبه مستعمرات، بما في ذلك كل أوروبا الشرقية.